# Kell, hogy itt legyél
A Kell, hogy itt legyél című album Fekete Dávid 2009. május 12-én megjelent musical albuma, amelyet a Sony Music adott ki.

## Az album dalai
1. Új élet vár
2. Verona
3. Valami új
4. Szívbõl szeretni
5. Kell, hogy itt legyél
6. Távoli utakon
7. Érted születtem
8. Féltelek
9. Talán
10. Árnyékdal
11. Zokog a szívem
12. Miért van?!
13. A zene velünk

## Külső hivatkozások
- Hivatalos weboldal
- Fekete Dávid: Kell, hogy itt legyél CD Rock Diszkont